# Elezioni regionali in Abruzzo del 2000
Le elezioni regionali italiane del 2000 in Abruzzo si sono tenute il 16 aprile. Esse hanno visto la vittoria del candidato di Giovanni Pace, sostenuto dalla Casa delle Libertà, che ha sconfitto il presidente uscente Antonio Falconio sostenuto dal centro-sinistra.

## Risultati
| Candidati                                                       | Candidati                                                       | Voti                                                            | %     | Liste                   | Voti    | %     | Seggi |
| --------------------------------------------------------------- | --------------------------------------------------------------- | --------------------------------------------------------------- | ----- | ----------------------- | ------- | ----- | ----- |
|                                                                 | Giovanni Pace (Per l'Abruzzo) ✔️ Presidente                     | 382 353                                                         | 49,26 | Forza Italia            | 142 197 | 19,20 | 8     |
| Alleanza Nazionale                                              | Giovanni Pace (Per l'Abruzzo) ✔️ Presidente                     | 382 353                                                         | 49,26 | 94 139                  | 12,71   | 5     |       |
| Centro Cristiano Democratico                                    | Giovanni Pace (Per l'Abruzzo) ✔️ Presidente                     | 382 353                                                         | 49,26 | 55 053                  | 7,43    | 3     |       |
| Cristiani Democratici Uniti                                     | Giovanni Pace (Per l'Abruzzo) ✔️ Presidente                     | 382 353                                                         | 49,26 | 25 372                  | 3,43    | 1     |       |
| Partito Democratico Cristiano                                   | Giovanni Pace (Per l'Abruzzo) ✔️ Presidente                     | 382 353                                                         | 49,26 | 20 294                  | 2,74    | 1     |       |
| Liberal Sgarbi - I Libertari                                    | Giovanni Pace (Per l'Abruzzo) ✔️ Presidente                     | 382 353                                                         | 49,26 | 9 761                   | 1,32    | –     |       |
| Movimento Sociale Fiamma Tricolore                              | Giovanni Pace (Per l'Abruzzo) ✔️ Presidente                     | 382 353                                                         | 49,26 | 9 586                   | 1,29    | –     |       |
| Patto per l'Abruzzo                                             | Giovanni Pace (Per l'Abruzzo) ✔️ Presidente                     | 382 353                                                         | 49,26 | 8 374                   | 1,13    | –     |       |
| Seggi assegnati alla lista regionale                            | Seggi assegnati alla lista regionale                            | Seggi assegnati alla lista regionale                            | 49,26 | 8                       |         |       |       |
|                                                                 | Antonio Falconio (Abruzzo Democratico)                          | 378 739                                                         | 48,80 | Democratici di Sinistra | 148 939 | 20,11 | 7     |
| Partito Popolare Italiano                                       | Antonio Falconio (Abruzzo Democratico)                          | 378 739                                                         | 48,80 | 64 981                  | 8,77    | 3     |       |
| I Democratici                                                   | Antonio Falconio (Abruzzo Democratico)                          | 378 739                                                         | 48,80 | 43 766                  | 5,91    | 2     |       |
| Socialisti Democratici Italiani                                 | Antonio Falconio (Abruzzo Democratico)                          | 378 739                                                         | 48,80 | 33 866                  | 4,57    | 1     |       |
| Partito della Rifondazione Comunista                            | Antonio Falconio (Abruzzo Democratico)                          | 378 739                                                         | 48,80 | 31 692                  | 4,28    | 1     |       |
| Partito dei Comunisti Italiani                                  | Antonio Falconio (Abruzzo Democratico)                          | 378 739                                                         | 48,80 | 15 670                  | 2,12    | 1     |       |
| Unione Democratici per l'Europa                                 | Antonio Falconio (Abruzzo Democratico)                          | 378 739                                                         | 48,80 | 12 676                  | 1,71    | 1     |       |
| Federazione dei Verdi                                           | Antonio Falconio (Abruzzo Democratico)                          | 378 739                                                         | 48,80 | 12 128                  | 1,64    | –     |       |
| Seggio assegnato al candidato presidente classificatosi secondo | Seggio assegnato al candidato presidente classificatosi secondo | Seggio assegnato al candidato presidente classificatosi secondo | 48,80 | 1                       |         |       |       |
|                                                                 | Luigino Del Gatto                                               | 9 380                                                           | 1,21  | Lista Emma Bonino       | 8 042   | 1,09  | –     |
|                                                                 | Paolo Vecchioli                                                 | 5 699                                                           | 0,73  | Fronte Nazionale        | 4 185   | 0,56  | –     |
| Totale                                                          | Totale                                                          | 776 171                                                         | 100   |                         | 740 721 | 100   | 43    |